# Roland Bervillé
Roland Bervillé (ur. 7 lutego 1966 roku w Uzès) – francuski kierowca wyścigowy.

## Kariera
Bervillé rozpoczął karierę w międzynarodowych wyścigach samochodowych w 1996 roku od startów w Global GT Championship, gdzie jednak nie zdobywał punktów. W późniejszych latach Francuz pojawiał się także w stawce French GT Championship, International Sports Racing Series, French Supertouring Championship, Grand American Sports Car Series, Francuskiego Pucharu Porsche Carrera, American Le Mans Series, 24-godzinnego wyścigu Le Mans, Bahrain GT Festival, FIA GT Championship, FIA GT3 European Championship, GT90's Revival Series, Le Mans Series, Asian Le Mans Series, Single-seater V de V Challenge, Sportscar Winter Series, Porsche Supercup, Światowego Pucharu Porsche Carrera, Blancpain Endurance Series, V de V Michelin Endurance Series, Single-seater V de V Challenge, Porsche Carrera Cup - 24H Le Mans Support Race oraz Championnat de France FFSA GT.